# Boris Sanson
Boris Louis Sanson (ur. 7 grudnia 1980 w Bordeaux) – francuski szermierz, szablista, złoty medalista olimpijski i trzykrotny medalista mistrzostw świata.
Na igrzyskach olimpijskich w Pekinie w 2008 roku reprezentacja Francji w składzie: Nicolas Lopez, Julien Pillet i Boris Sanson zdobyła złoty medal w rywalizacji drużynowej. W zawodach indywidualnych zajął czternaste miejsce. Były to jego jedyne starty olimpijskie. 
Podczas mistrzostw świata w Lipsku w 2005 roku razem z kolegami z reprezentacji zdobył brązowy medal drużynowo. Następnie razem z Vincentem Anstettem, Julienem Pilletem i Nicolasem Lopezem zwyciężył w tej konkurencji na mistrzostwach świata w Turynie w 2006 roku. Zdobył również srebrny medal w drużynie na rozgrywanych rok później mistrzostwach świata w Petersburgu.
Wywalczył srebro drużynowo na mistrzostwach Europy w Koblencji w 2001 roku i mistrzostwach Europy w Kijowie w 2008 roku oraz brązowy podczas mistrzostw Europy w Gandawie w 2007 roku. Ponadto był trzeci indywidualnie na mistrzostwach Europy w Bourges w 2003 roku.